# ナナシ ノ ゲエム 目
『ナナシ ノ ゲエム 目』は、2009年8月27日にスクウェア・エニックスから発売されたニンテンドーDS用アドベンチャーゲーム。

## 概要
前作『ナナシ ノ ゲエム』から一年後を舞台に「プレイすると一週間後に死んでしまう」と言われている「呪いのゲーム」の謎を解くことが目的。本作も前作同様に以下の2つのモードを交互に切り替えてプレイしていく。
- 一人称視点で3D画面を歩き回るモード
DSを縦にして、十字キーとタッチペンで操作する。前作と同様に移動速度は遅めになっている。前作では単純に主観視点というものだったが、今作は右画面が右目、左画面が左目という扱いになっている。これは主人公の「見えざるものを見る左目」という能力を表したもので、不可思議な現象が起こる際には左目である左画面に激しいノイズがかかる。また、行き詰まった場面において左目にしか見えない「白い手形」もしくは「赤い手形」をタッチすると「呪いのゲーム」内で特殊イベントが発生し、クリアすることにより危機などを回避することが可能。

- 「呪いのゲーム」をプレイするモード
DSを横にして、十字キーとA・Bボタンで操作する。前作ではRPGのみだったが、今作では新たに横スクロールのアクションゲームが加わった。RPGの方も、今作では新たに2人の仲間と共に冒険する描写が加わる。

本作では周回プレイを楽しめるゲームシステムとなっており、特定の日では探索するステージが2つありどちらか一方を決めるルート分岐や、2Dパートの何処かにある隠しアイテム「カオナシのパーツ」を収集することでエンディングが変わるマルチエンディングが採用されている。なおカオナシのパーツは一周目では全て揃えられないようになっており、残るエンディング2種を見るためには二周目以上のプレイが必要となる。

## ストーリー
プロローグ
生田家の娘である生田あさひによる、呪いのゲームの事件から一年後、南都大学にて18歳の主人公は恋人のレンと友人のユウトと共に大学生活を送っていた。
しかし一年前に終焉したはずの呪いのゲームは終わってはおらず、未だネットワークを通じて人々のTSに配信されている様子。
南都大学のオカルトサークルで講義を受けていた主人公と友人のユウトだが、ユウトはその呪いのゲームに興味を示しており、呪いの存在を疑いもせずに呪いのゲームをプレイし始める。それ以降の日、ユウトは主人公の前に姿を見せず、心配になった主人公は自分と同じアパートで隣であるユウトの部屋へと身を寄せる。
寝室の押し入れに籠っていたユウトを見つけた主人公だが、突如ユウトの様子が豹変し、突然死を遂げる。彼の手にはTSがあり、そこから主人公のTSに呪いのゲームが配信される。こうして主人公は死までの7日間を過ごすことになる。
アトナノカ
主人公は呪いのゲームの存在とユウトの死を所属しているオカルトサークルの教授である川越 悠之助とレンに報告。呪いのゲームの『呪い』に確信を持った川越は一年前の友人であり現在では故人となった『大山 法基』との話を思い出し、過去の呪いのゲームの犠牲者の一人である『尾高 文人』のマンションの尾高の部屋へ行って呪いのゲームの情報を探るよう主人公に指示する。
主人公は尾高の部屋のロフトにある尾高のものと思われるTSから配信された呪いのゲームにて、出題された合言葉の謎を解くが、その直後に尾高のTSから謎の白い服の少女が現れ、少女は主人公の左目に捕みかかる。主人公の左目の視界はノイズのように激しく歪む。
アトムイカ
謎の白い服の少女に左目を突かれて以降、主人公は左目を通して見えるはずのないものが見えるようになった。主人公は尾高の部屋で起きた件も含めて、自身の身に起こる怪奇現象を川越とレンに報告する。
川越は主人公の『見えざるものが見える』について一つの仮説を立てる。主人公の左目で見える『何か』は『残留思念』であり、霊的である強い想いは強烈なエネルギーを持っていることで現世に蔓延っており、主人公はそれを目視できるようになったと語る。
主人公は呪いのゲームの謎を解く鍵を握っていると見做した川越は、一年前故人となった大山が呪いのゲームの真相をどこまで知っているか確かめるべく、主人公を大山の住居へ行くよう指示する。一方でレンは情報を得るための具体的は手掛かりが無いか川越に問い詰め、川越は地下鉄南都線が大山が落とした手帳を預かっていると連絡を受けたことを思い出す。レンは大山の手帳を調べるべきと提案する。
主人公は2人が出した提案のどちらかを採り、そのルートを探索することになる。選ばなかった一方のルートはレンが探索することとなった。
主人公は探索の道中、左目がノイズのように歪み始め、その瞬間白い肌に目と口が穴のように黒く染まった得体の知れない人間に遭遇する。左目はこの得体の知れない人間に反応して歪むようであり、所々に現れる得体の知れない人間から主人公は逃げつつ探索していく。
さらに左目でしか見えない白い手形や赤い手形も発見して、配信されてきた呪いのゲームの謎を解いていき、主人公は左目の能力を活かして進んでいく。道中に呪いで死亡したユウトが得体の知れない人間と同じ姿となって主人公の前に現れるが、主人公はなんとかユウトから逃げ切る。
ようやく目的地へと辿り着いた主人公の背後に突然赤い服の少女が現れ、赤い服の少女は呪いのゲーム内で「オマエ モ シヌ」と主人公に殺害予告をする。
アトイツカ
川越は主人公とレンが調査に行っている間、大山から呪いのゲームに関わらないよう警告が書かれたメールを受け取っており、このことから川越は大山が実は生存しており、呪いのゲームの配信しているのではないかと推測する。
主人公とレンが回収した大山のファイルと手帳から大山は『カラオケボックス ウタヤ』と『ホテル クエント』を調査していたことを知った川越は、ウタヤで秘密裏に起きていた変死事件から残留思念が存在すると見当をつけ、残留思念を調べるべく主人公にウタヤへ行くよう指示する。一方でレンは大山の調査の痕跡が残っていると思われるクエントを調べるべきと提案する。
主人公は昨日と同じく一方のルートを採り調査を開始するが、そこで待ち構えていたのは昨日と同じく得体の知れない人間たちであった。しかしそれだけではなく、得体の知れない人間たちと異なり、左目が反応せず左目でしか見えない謎の人間も目撃する。その謎の人間の後を追うかのように主人公は探索を進めていく。
探索の道中で大山が残したメモを見つけ、そこから様々な情報を得て奥へと進む主人公は、電源が付いたままの何者かのTSを発見する。そのTSには呪いのゲームが配信されており、早速手にとってプレイしてみた主人公は一人の男性キャラクターを見つけ、そのキャラクターは「今ピンチなので君のTSまで連れて行ってくれないか」と頼んでくる。その瞬間、画面上からノイズがフィールドを覆い尽くし始め、主人公は男性キャラクターを連れてゲームのスタート地点へ逃げ込む。その直後に主人公のTSに『受信完了』の通知が届き、主人公の呪いのゲーム内であの連れてきたキャラクターがそこにいた。そのキャラクターは『大山』と名乗り、大山は現実世界では死んでしまったがゲームの中で生きていることを主人公に告げる。
アトヨッカ
主人公のTS内で大山はTSのマイクとスピーカーを通して、TS越しに現実世界の主人公、川越、レンにコンタクトをとる。
川越との会話から大山は現実世界での死とゲーム内での生存を説明し、呪いのゲームで死んだ人間は得体の知れない物の怪『ルグレ』となることを話す。また自分は呪いのゲームを配信してはおらず、ゲーム内で伝染していく呪いのゲームの情報を調べていたのであった。その調査の結果、大山は今回の呪いのゲームの根源たる何かが大量の自殺者を出したことで廃校となった『私立南都陽光学園』にあると踏む。
主人公は南都陽光学園の調査を任され、レンは大山が話した呪いのゲームの開発者へ訪ねることを決め、2人は呪いのゲームの真相へと徐々に近づいていく。
南都陽光学園へ赴いた主人公は配信されてきた呪いのゲームで『ケンタ』『ナオキ』『アカネ』という3人の少年少女の名前を知る。この3人が今回の呪いに関わりがあるのかと密かに推測する主人公は学校のさらに奥へ進んだところにある図書室で、探索の途中で度々現れて道標になってくれた白い服の少女を目撃する。少女は近づいてきた主人公に過去の何者かの視点の幻視を見せ始める。
主人公の視点が南都陽光学園の女子生徒であるアカネの視点になり、アカネは学校帰りにケンタを誘おうとしていた。しかし直後にアカネのTSにアカネへの悪口の迷惑メールが誰かから次々と送信され、それに続くようにアカネの友人の一人であるナオキから「あと1日で僕は死ぬんだ！だから、僕は、アカネ、お前を！イヤダイヤダイヤダイヤダ、タスケテタスケテタスケテたすけt」という謎のメールが送信されてきた。
ケンタから届いたメールによればナオキは呪いのゲームを始めてから様子がおかしくなったらしい。ナオキの身を案じたアカネは急いで校門へ向かうが、その途中でケンタの悲鳴が校内に響く。ケンタの悲鳴が聞こえた場所へ向かったアカネは血を流して倒れているケンタと隣で血まみれになって立ち尽くしているナオキを目撃する。このことからアカネはナオキがケンタを殺したのではないかと誤解し、ナオキから逃げようとするアカネはナオキに階段に突き落とされたかのように転落して死亡してしまう。ここで主人公のアカネ視点の幻視追体験は幕を閉じた。
主人公が南都陽光学園を調査している一方で、レンはゲーム開発者の一人である生田潮に訪問した後、帰宅のため地下鉄の電車に乗っていた。しかしレンのTSに彼女の弟が家事で亡くなったという辛い過去を描く呪いのゲームが配信され、さらにユウトのキャラクターから弟を亡くしたことを煽られる。それだけでなく現実世界でも異変が起こり、電車内の人間がいつの間にか全員姿を消し、車両の照明が消えるなど身の回りで怪奇現象が次々と発生する。
身の危険を感じたレンは電車の奥へと進むが、そこにルグレと化したユウトが現れては消え、さらに後ろから巨大なルグレが現れてレンに襲い掛かる。レンは巨大ルグレから逃げるべく車両の奥へ避難していくが、何故か電車はいつまで経っても次の駅に着かない。最終的に最後の車両で巨大ルグレに追い詰められてしまい、以後彼女は行方不明となる。
アトミッカ
主人公の南都陽光学園での呪いのゲームや白い服の少女が見せた幻視から、川越は学園の生徒である『アイザワ アカネ』『ケンザキ ケンタ』『ナカジマ ナオキ』の3人が呪いの根源となっていると推測する。3人の死因はケンタは階段で出血して死亡、ナオキは屋上のコンクリートに潰されて死亡、アカネは階段からの転落死。
しかし大山から主人公が遭遇してきた少女は白い服の少女と赤い服の少女の2人であり、川越の推測は計算が合わないと指摘され、第4の被害者がいるのではないかと推測し直す。
川越はケンタとナオキの墓がある墓地に手掛かりがあると推測し、主人公を墓地へ向かうよう指示する。しかし主人公は行方不明で連絡がつかないレンの身を案じており、その旨を川越に伝えるが、彼女も彼女なりに調査していると言いくるめられる。
墓地へと辿り着いた主人公は呪いのゲームによる謎を解きながらケンタ（もしくはナオキ）の墓を目指す。墓へと辿り着いた主人公はルグレと化したケンタ（ナオキ）からケンタ、ナオキ、アカネの3人の人生を描いたゲームを配信され、3人のそれぞれの関係を一通り知った後、ケンタ（ナオキ）からケンタとアカネの本当の死因を伝えられる。
主人公が見た幻視ではケンタはナオキに殺され、アカネはナオキに突き落とされたように見えたが、全て誤解であり、ケンタは呪いのゲームの呪いで死亡し、アカネは足を滑らせて自ら階段で転落死したのだ。ケンタ（ナオキ）は「アカネは病院でゲームを配信している」と主人公に教え、アカネを説得するべく主人公のTSに留まりたいと主人公に頼む。
アトフツカ
今回の呪いのゲームの配信者であり根源であるアカネは現在何処かの病院で呪いのゲームを配信していることを知った主人公は川越に報告する。
川越は日本全国の病院の入院患者履歴を調べるが、アカネを収容した病院は一つも見当たらない。しかし全国の病院にアカネの情報が無いという情報から大山は廃病院の『慈急総合病院』にアカネがいるのではないかと推測する。
主人公の命日まで残り僅かであり迷う暇がほとんど残されていないことから、主人公は川越と大山に慈急総合病院に行くよう指示される。
慈急総合病院へ赴いた主人公は白い服の少女と赤い服の少女の2人を目撃する。白い服の少女は主人公を先に進むよう手助けするのに対して赤い服の少女は主人公を死に追いやろうと妨害してくる。
2人の少女で狂う病院を駆け抜け、最奥部へと辿り着いた主人公は病室のベッドで横たわっている白い服の少女とレンを発見する。
その直後に配信された呪いのゲーム内で白い服の少女は改めて主人公と大山と話をすることになる。主人公に左目の能力を授け、手助けしてきた白い服の少女の正体はアカネであった。一方で主人公を妨害してきた赤い服の少女の正体もアカネであり、赤い服のアカネは脳死状態で病院へ運ばれている中で蓄積されていた恨み辛みの負の感情で誕生したもう一人の自分であり、そこから呪いのゲームに関わる人間全てを排除するという考えに至り暴走するようになってしまった存在とアカネは語る。正気を保っていた白い服のアカネは狂ってしまったアカネの肉体から脱出していたのだった。
主人公の左目を通して真実を知れたアカネは自分ではどうしようもできない赤い服のアカネを止めて呪いのゲームの事件を終わらせるべく、「私を殺してください」と主人公と大山に頼むが、大山は「もう一人の君の恨み感情を捨てなければ呪いの連鎖は止まらない」と説得する。そして大山は現実世界のアカネの肉体からアカネの精神世界へ行き、憎しみの塊である赤い服のアカネを止めることを提案する。
主人公は大山の指示に従い、赤い服のアカネを止めるべく、左目の能力を使ってアカネの精神世界へ転移する。
サイゴノヒ
大山の指示に従ってアカネの精神世界に転移した主人公は小麦畑のような場所に辿り着く。アカネの過去の世界に基づいているためか背が低くなった感覚を受ける主人公。
主人公は小麦畑の奥へと進むが、そうはさせまいと赤い服のアカネが異形の姿となって主人公を追跡する。主人公は赤い服のアカネから時には隠密に、時には全力で逃げつつ、アカネの精神世界で主人公を待っていたケンタとナオキと合流し、小麦畑の奥にある一軒の小屋へと逃げ込む。
小屋の中はゲームのノイズのような模様が一面に広がる異様な空間となっており、このノイズから大山はアカネの精神が2つに分離したきっかけを知る。一年前に生田あさひを依代としていた呪いのゲームはアカネの負の思念に辿り着き、アカネを依代としたことで、白い服のアカネと赤い服のアカネで分離したのだ。
赤い服のアカネの暴走は止まらず、ゲーム内で大量のノイズで主人公を飲み込もうと攻撃を仕掛ける。ゲーム内で必死に逃げる主人公と大山だが、そこへレンのキャラクターとユウトのキャラクターが現れ、2人を助ける。
赤い服のアカネの暴走の後でゲーム内でケンタとナオキは赤い服のアカネの元へ寄り添い、ケンタとナオキから真実を伝えられ、レンとユウトも自分たちの気持ちを赤い服のアカネに明かす。しかし赤い服のアカネは真実を伝えられたことで自分のやってきたことに戸惑いを表し、ケンタとナオキの死のショックも重なって呪いのゲームの本能に抗えず再び暴走を始めてしまう。
アカネの精神世界にて、赤い服のアカネが主人公に襲い掛かる。主人公はどうしようもなく赤い服のアカネから逃げ回っていたが、そのとき主人公のTSに一通のメールが届いた。メールの送り主は呪いのゲームのディレクターである生田潮であり、彼から呪いを終わらすためのゲームデータが送られる。大山はこのデータを駆使して赤い服のアカネのノイズ全て蹴散らし、赤い服のアカネの暴走を喰い止める。
暴走が止まった赤い服のアカネはケンタとナオキと再び面会し、彼らから謝罪された後「これからはずっと一緒」と約束を交わす。それと同時に白い服のアカネも現れ、彼女から暖かい気持ちを受け取った赤い服のアカネはようやく恨み辛みの負の感情を捨てることができ、白い服のアカネと一体化して元のアカネへと戻った。
こうしてアカネの暴走が終わり、アカネの精神世界にて、アカネは主人公に手を振った後、ケンタとナオキと手を繋いで天へと成仏していった。同時に呪いのゲームも主人公のTSから消え、主人公は迫りくる死の運命を回避したのだった。
エピローグ
主人公の自室にて、呪いのゲームの呪いから解放された主人公は呪いが消えても目覚めないレンに複雑な気持ちを抱いていた。ところが、それに感づいたかのように一通の謎のメールが主人公のTSに届く。「レンヲタスケタケレバ、アタシノモトへキテ」という送り主の分からない謎のメールに戸惑う主人公だが、大山はそのメールは未だネットワークに現存している呪いのゲームからの罠メールであると主人公に警告する。依代を失った呪いのゲームの目的を察した大山は主人公にレンを助けに行かないよう制止しようとするが、主人公はレンを助けに行くことを決意してしまう。
主人公は何処かから響き渡る謎の声に誘われ、自室からユウトの部屋へと移動させられた後、辺り一面がゲームノイズだらけになっている異空間へと辿り着く。
ノイズの異空間に全身がノイズで覆われた人型の何かが佇んでおり、この得体の知れない人型が声の主であった。ノイズの人型は主人公を異空間の奥へと誘っていく。
ノイズの人型は呪いのゲームの『呪い』そのものであり、生田あさひから生まれた存在であった。依代であるあさひとアカネを失った呪いは弟を失ったトラウマを持つレンを依代にしようとする。しかしそのトラウマはレンが愛する主人公の存在によって清算されており、このままでは負の感情に取り込めないと気づいた呪いは、主人公を殺してレンの負の感情を無理矢理こじ開けようと、主人公を異空間に誘ったのだ。
異空間の最奥部でノイズの壁に縛られているレンを発見する主人公だが、呪いは主人公の背後から奇襲を仕掛け、主人公は無残な死を遂げる。その主人公の死体を見て負の感情をこじ開けられたレンはルグレと化し、呪いのゲームの媒体となって、主人公のTSからTSを持つ世界中全ての人間に新たなる呪いのゲームを一斉送信する。

## 登場人物
主人公（プレイキャラクター）
18歳。男子大学生。南都大学・人文学部文化人類学科の学生で、川越ゼミに所属。
名前は任意で入力が可能だが、前作と違い今作では性別は男性で固定となる。
公式サイトなどの解説によれば、教授の主催するオカルトサークル「不可視事象研究会」に入会させられており、レンやユウトとはそこで知り合った、とある。
アトナノカにおいて謎の白服の少女（アカネ）に左目をいじられ、見えざるものを見る能力を得る。
前作の主人公と同様、スポーツ経験のない一般的な大学生であることを反映してるためか、移動速度は遅め。
実見野 恋（マミノ レン）
女性。18歳。南都大学・医学部保健学科放射線技術科学の学生。ユウトとは幼なじみである。
名前はデフォルトでレンであるが、主人公と同様に任意で入力可能。
過去に火事で弟を亡くしており、その助けられなかった後悔の念からか、主人公を守ろうとする意思を強く見せる。
呪いのゲームで死んだ大山がゲームの中で生存していることをきっかけに、とある賭けに出ている。結果的には成功し、危機に陥った主人公を救うことができたが、代償として目覚めることのない深い眠りについてしまう。
大隣 友人（オオトナリ ユウト）
男性。18歳。主人公の同級生で、同じく川越ゼミに所属。
名前はデフォルトでユウトであるが、主人公と同様に任意で入力可能。
主人公と同じ「コーポ蛍雪」に住んでおり、部屋も隣同士。また、レンとは幼なじみである。
アトナノカで死亡し、アトムイカ以降からルグレとして登場する。
序盤の寝室で主人公に発見された時や、一部の呪いのゲーム内では主人公やレンへの憎悪のセリフを呟いていたが、決して本人の本心ではなく、呪いのゲームにそう口にさせられているだけである。
川越 悠之助（カワゴエ ユウノスケ）
男性。41歳。南都大学・人文学部文化人類学教授。
前作にも登場した大山准教授の同窓の友人で、オカルト仲間でもあった。
また、独自の理論「情報結晶理論」を提唱しており、主人公の左目にもたらされた能力に興味を持つ。
大山 法基（オオヤマ ホウキ）
前作に続き登場。前作では現実世界で肉体は死んでしまったが実はゲエム世界で自我を保ったままで生存していた。
今作ではアトイツカにおいて登場し、以降は主人公と共に行動する。
アカネ
今作の呪いのゲームの元凶である少女。フルネームは「アイザワ アカネ」。
生前のある日にケンタと付き合うことになったが、それが原因でナオキの気持ちを沈めてしまい、ケンタに想いを寄せている他の女子生徒から嫌われている。
3D・2Dパート共に、白い服の少女と赤い服の少女という2つの姿で登場し、それぞれ3Dパートにおいて主人公の左目のみに見ることのできる「白い手形」と「赤い手形」を随所に残す。
本人は、ある事故により脳死状態で慈急総合病院に運ばれるが、そこでしばらくして彼女の精神が２つに分かれた。サイゴノヒでは主人公はアカネの精神世界に入り込むが、そこで赤い服のアカネが敵として主人公の行動を阻む。
ケンタ
アカネの恋人である少年。フルネームは「ケンザキ ケンタ」。
快活ながら正義感の強い性格であり、不良高校生から身を挺してアカネを庇ったことがある。
配信されてきた呪いのゲームの呪いを信じずプレイしたことから、呪いによって死亡。他の呪いのゲームの犠牲者たちと異なり、首元から血を流して倒れているという、出血を伴う死因となっているが、これは横スクロールアクションゲームのギロチンに引っ掛かって首を落とされたことが現実世界に反映したものと思われる。
ナオキ
アカネの幼なじみである少年。フルネームは「ナカジマ ナオキ」。
気が弱い性格であるため、幼い頃からアカネのことを頼れる姉として見ている。
アカネが不良高校生に襲われている場面で助けに行くことができず、代わりにケンタがアカネを庇ったことから自分に自信が持てなくなり、気の弱さを克服して自信をつけるべく、呪いのゲームをケンタから配信してもらった。
しかしそれが自分を死に追いやることになってしまい、後に屋上から落ちてきたコンクリートに潰されて死亡。
ケンタが呪いのゲームで死亡した瞬間を目の当たりにしたところをアカネに見られてしまい、彼女に誤解されてしまう。
尾高 文人（オダカ フミヒト）
愛称「オダカ」。前作の呪いのゲームの犠牲者の一人。
大山と同様、現実世界では死んでしまったが呪いのゲーム内で生きている存在。
前作のゲーム内で自身が儀式として沈められた泉の底を拠点にしており、話しかけると合言葉4文字の入力を求めてくる。
生田 潮（イクタ ウシオ）
現在では倒産したゲーム会社ユタソフトの元ディレクターである男性。生田あさひの父親。
本作では直接登場はしないが、レンと呪いのゲームの件でコンタクトをとっており、終盤で主人公にメールと呪いのゲームのエンディングデータを送信する。
生田 あさひ（イクタ アサヒ）
過去に父親との関係で孤独死した生田潮の娘であり、前作の呪いのゲームの元凶。
前作で成仏しているため本作では登場せず、名前のみの登場となる。
＊
とあるルートで出現する謎の生命体。全身がゲームノイズに覆われた人型の生命体であり、その正体は生田あさひから生まれた、ゲームの『呪い』そのもの。
人間のように言葉を話すことができ、態度や性格は過去のあさひを反映している。
呪いのゲームを遊んだ者に死を与えるという目的は過去のあさひと赤い服のアカネと同様だが、強い負の感情を持つ死者の魂を依代として取り込まなければ生命活動を維持できないという事情を持ち、前作と本作の主人公たちにあさひとアカネを成仏させられた後は第3の依代としてレンを取り込もうと画策する。
レンは弟を亡くしたという辛い過去を抱えていたものの主人公の存在により負の感情は清算されていたが、レンを取り込むのに邪魔となる主人公をレン共々異空間に連れ込み、主人公を直接呪い殺したことでレンの負の感情をこじ開けることに成功。
結果としてレンが呪いのゲームの第3の依代且つ媒体となってしまう。

## ノロイ ノ ゲエム
『ナナシ ノ ゲエム 目』に登場した呪いのゲーム（横スクロールアクションゲーム）をベースにしたニンテンドーDSiウェア。ジャンルは「最凶横スクアクション」。ステージが新規のものになっているほか、グラフィックや音楽も追加されている。各500ポイント。
- ノロイ ノ ゲエム 血（2009年9月9日配信開始）
- ノロイ ノ ゲエム 獄（2009年9月9日配信開始）